# Lepidostoma jewetti
Lepidostoma jewetti is een schietmot uit de familie Lepidostomatidae. De soort komt voor in het Nearctisch gebied.